# Congregation of Annihilation
Congregation of Annihilation es el decimotercer álbum de estudio de la banda estadounidense de heavy metal Metal Church, publicado en 2023 por Rat Pak Records. Es el primer disco de la agrupación con el vocalista Marc Lopes, quien ingresó en febrero del mismo año para cubrir el puesto del fallecido Mike Howe. De acuerdo con el guitarrista Kurdt Vanderhoof el álbum «contiene algunas de las canciones más agresivas que hayamos grabado».

## Lista de canciones
| N.º | Título                          | Duración |  |
| 1.  | «Another Judgement Day»         | 3:37     |  |
| 2.  | «Congregation of Annihilation»  | 4:24     |  |
| 3.  | «Pick a God and Prey»           | 4:40     |  |
| 4.  | «Children of the Lie»           | 5:48     |  |
| 5.  | «Me the Nothing»                | 5:33     |  |
| 6.  | «Making Monsters»               | 5:29     |  |
| 7.  | «Say a Prayer with 7 Bullets»   | 3:35     |  |
| 8.  | «These Violent Thrills»         | 3:46     |  |
| 9.  | «All That We Destroy»           | 4:11     |  |
| 10. | «My Favorite Sin» (bonus track) | 4:24     |  |
| 11. | «Salvation» (bonus track)       | 3:44     |  |

## Posicionamiento en listas musicales
| País        | Lista (2023)                      | Posición |
| ----------- | --------------------------------- | -------- |
| Alemania    | Media Control Charts              | 14       |
| Austria     | Ö3 Austria Top 40                 | 50       |
| Escocia     | Scottish Albums Chart             | 83       |
| Reino Unido | Physical Albums Chart             | 93       |
| Reino Unido | Independent Albums Chart          | 27       |
| Reino Unido | Independent Albums Breakers Chart | 9        |
| Reino Unido | Rock & Metal Albums Chart         | 20       |
| Suiza       | Schweizer Hitparade               | 25       |

## Músicos
- Marc Lopes: voz
- Kurdt Vanderhoof: guitarra
- Rick Van Zandt: guitarra
- Steve Unger: bajo y coros
- Stet Howland: batería